# 北へ。〜Diamond Dust Drops〜
『北へ。〜Diamond Dust Drops〜』（きたへ ダイアモンド ダスト ドロップス）は、2004年に放送されたテレビアニメ。全13話。北海道を舞台にしたトラベルコミュニケーションゲームの『北へ。〜Diamond Dust〜』をアニメ化したものである。略称「北へ。DDD」。

## 概要
ゲームの主人公の代わりに、北海道を旅するキャラとして、唐黍十朗太という青年がアニメオリジナルキャラとして登場するが、物語の進行上、特に重要でないシーンにちらっと姿を現すだけで、ヒロインたちとはほとんど絡まない。TV放送は全12話で、6人のヒロインにまつわるエピソードが各2話ずつあり、第12話ではそれぞれのヒロインの後日談が紹介される。DVD-BOXの購入特典として北野スオミに関するエピソードの第13話を収録。

## 登場人物

### ヒロイン
年齢はバンダイチャンネルの登場人物にて。
茜木 温子（あかねぎ あつこ）
声 - 石原絵理子
函館在住。20歳。鮮魚店の一人娘。母から老舗旅館の御曹司との結婚を勧められているが、彼女自身は常連客の倉田を慕っている。
白石 果鈴（しらいし かりん）
声 - 高橋裕子
北見の病院に入院している、自然気胸を患う少女。15歳。父を医療ミスで亡くし、そのトラウマから手術を受けられない。妹思いの大学生の兄がいる。
朝比奈 京子（あさひな きょうこ）
声 - 能登麻美子
札幌在住。21歳。大学生で大学のシネマ研究会に所属している。新人賞をとったことで、自分が何を撮りたいのかを見失い、サークルの他のメンバーともトラブルが絶えない。
北野 スオミ（きたの スオミ）
声 - 天瀬まゆ
旭川に滞在中。17歳。日本人とフィンランド人のハーフで、フィンランドを代表するフィギュアスケート選手だったが、ある事件が切っ掛けで滑れなくなってしまった。言葉の使い方がどこかおかしい。
催馬楽 笙子（さいばら しょうこ）
声 - 高乃麗
札幌在住。28歳。人気ラジオ番組「カプチーノブレイク」のDJ。妻子ある男性と不倫の恋をしている。リスナーからよく恋の悩みを相談される。
原田 明理（はらだ あかり）
声 - 渡辺明乃
帯広在住。17歳。高校生。趣味の砂金掘りに没頭する父親と二人暮しで、和菓子屋でアルバイトをしながら家計を助けている。
森永 まふゆ（もりなが まふゆ）
声 - 皆川純子
札幌在住。年齢・職業等不詳。彼女に関するエピソードはなく、他のヒロインのエピソード中にさり気無く登場する。恋人に言えない秘密があるらしい。

### 主なサブキャラクター
唐黍 十朗太（とうきび じゅうろうた）
声 - 加瀬康之
全編を通じて、さり気無く登場する青年。北海道を旅しているらしい。それぞれのヒロインと殆ど絡む事は無い。
倉田 譲治（くらた じょうじ）
声 - 高田祐司
「茜木温子篇」に登場。中年のサクソフォーン奏者。別れた妻子がいる。温子に慕われているが、その恋心が自分に父親を投影した物に過ぎない事を見抜く見識を持合せている。
神宮司 実（じんぐうじ みのる）
声 - 神谷浩史
「茜木温子篇」に登場。財閥の御曹司で温子の許嫁。執拗に温子に言寄るが、本質的には自身の行いを他者から諭されて自省できる人物でもある。
甘粕（あまかす）
声 - 青羽剛
「白石果鈴篇」に登場。研修医。果鈴に手術をするよう勧める。果鈴に慕われているが、本人は気が付いていない。
白石 満（しらいし みつる）
声 - うえだゆうじ
「白石果鈴篇」に登場。果鈴の兄。北海道の大学に通っており、果鈴が北海道に入院する一因にもなっている。高額な入院費の足しにするためにアルバイトをしているが、果鈴の負担にならないようにアルバイトのことは果鈴には隠している妹思いの兄である。
原作ゲームから登場する人物だがキャストは異なる。
結城（ゆうき）
声 - 湯屋敦子
「白石果鈴篇」に登場。看護師。果鈴の事を心の奥底から心配し、色々と気を配る。
看護師A・B
声 - 大原さやか、杉本ゆう
「白石果鈴篇」に登場。ナースステーションで噂話をするのが大好き。
ユウ
声 - 森田成一
「朝比奈京子篇」に登場。京子の同棲相手。京子が映画作りを始めた頃の初心を取戻す様、さり気無く示唆する。自由気侭で捉え所のない人物。
真由美（まゆみ）
声 - 渡辺美佐
「朝比奈京子篇」に登場。京子が所属するサークルの顧問。京子を気に掛ける。
部長（ぶちょう）
声 - 遠近孝一
「朝比奈京子篇」に登場。京子が所属するサークルの部長。京子の映画作りに向ける真面目な姿勢を評価してはいるが、彼女が妥協を許さない余りに周囲と軋轢を生みだしている事には心を痛めている。
美希（みき）、泰子（やすこ）
声 - 川上とも子、佐久間紅美
「朝比奈京子篇」に登場。共に京子が所属するサークルの部員。映画に対する姿勢を巡って京子と対立する。
永澤 晴人（ながさわ はると）
声 - 津村まこと
「北野スオミ篇」に登場。スケート教室に通う少年。友達につられて自分もスケートを始めた所、友達より上達してしまい、友達と気まずい雰囲気になってしまった。スオミに「ナンパ」される。
ハンナ・ヤルビネン
声 - 浅野るり
「北野スオミ篇」に登場。スオミの旧友であるフィギュアスケート選手だったが、事故によりスオミに怪我を負わせた事で溝が生じてしまい、自身もマスコミからバッシングされる憂き目にあってしまう。
原作ゲームから登場する人物だが元の作品では後ろ姿のみの出番で声も無かったため、顔デザインとキャストはアニメ版独自のもの。
武田（たけだ）
声 - 江原正士
「催馬楽笙子篇」に登場。笙子の不倫相手。自分の都合の良い時にのみ笙子を呼び出す一方で、笙子の悩みに答ようともしない自分勝手な男。
レディオボーイ
声 - 近藤孝行
「催馬楽笙子篇」に登場。笙子のストーカー。しかし笙子の元に彼女が欲しがっている物を送り届けるだけで実害はない。ある意味、尤も笙子の事を案じている人物。
黒川（くろかわ）
声 - 櫻井孝宏
「原田明理篇」に登場。かつては和菓子職人を目指していたが、自分の能力の限界を知って菓子作りの修業を放棄し、今では自堕落な生活をしている。明理に気があり時々絡んで来る。貴一には妙に気に入られている。
原田 貴一（はらだ きいち）
声 - 石塚運昇
「原田明理篇」に登場。明理の父。定職に就かずに砂金を探し続けているが、実は以前から病魔に蝕まれている。
原作ゲームから登場する人物だが本名はアニメ版独自のもので、キャストも異なる。

## スタッフ
- 原作 - 広井王子
- 監督 - ボブ白旗
- シリーズ構成 - 山口亮太
- キャラクター原案 - NOCCHI
- キャラクターデザイン - 千葉道徳
- 美術監督 - 小山俊久、渡辺紳
- 色彩設定 - 松本真司
- 撮影監督 - 近藤慎与
- 編集 - 松村正宏
- 音響監督 - 小林克良
- 音楽 - 五木田岳彦
- プロデューサー - 清水俊、藤田敏、小栗丈知、浦崎宣光、濱田啓路
- アニメーション制作 - スタジオディーン
- 製作 - Project DDD

## 主題歌
オープニングテーマ「ホップステップジャンプ」
作詞 - 広井王子 / 作曲・編曲 - 池毅 / 歌 - ファイブスピリッツ
エンディングテーマ「会いたい〜Love Theme from 北へ。〜」
作詞 - 広井王子 / 作曲・編曲 - 五木田岳彦 / 歌 - ALLEY:A

## 各話リスト
| 話数               | サブタイトル                     | 脚本     | 絵コンテ       | 演出            | 作画監督          |
| ------------------ | -------------------------------- | -------- | -------------- | --------------- | ----------------- |
| 01                 | 〜函館〜茜木温子 前篇            | 山口亮太 | ボブ白旗       | ボブ白旗        | 千葉道徳 河南正昭 |
| 02                 | 〜函館〜茜木温子 後篇            | 山口亮太 | 西村純二       | 柳瀬雄之        | 清水博明          |
| 03                 | 〜北見〜白石果鈴 前篇            | 岡田麿里 | 林有紀         | 林有紀          | 桜井正明          |
| 04                 | 〜北見〜白石果鈴 後篇            | 岡田麿里 | 下平律         | 下平律          | 関崎高明          |
| 05                 | 〜札幌〜朝比奈京子 前篇          | 花田十輝 | 西村純二       | 御神崎海        | かどともあき      |
| 06                 | 〜札幌〜朝比奈京子 後篇          | 花田十輝 | 山本秀世       | 柳瀬雄之        | 清水博明          |
| 07                 | 〜旭川〜北野スオミ               | 岡田麿里 | 川瀬敏文       | 林有紀          | 徳田夢之介        |
| 08                 | 〜札幌〜催馬楽笙子 前篇          | 澤田薫   | 鈴木芳成       | 岡本英樹        | 関崎高明          |
| 09                 | 〜札幌〜催馬楽笙子 後篇          | 澤田薫   | 下平律         | 下平律          | かどともあき      |
| 10                 | 〜帯広〜原田明理 前篇            | 佐藤卓哉 | 室谷靖         | 室谷靖          | 松本朋之          |
| 11                 | 〜帯広〜原田明理 後篇            | 佐藤卓哉 | こでらかつゆき | 鹿島典夫        | 松下清志          |
| 12                 | ダイヤモンド・ダスト・ドロップス | 山口亮太 | ボブ白旗       | 中島弘明 室谷靖 | 大久保修          |
| 13 （DVD-BOX特典） | 〜芬蘭〜旭川〜北野スオミ         | 澤田薫   | 下平律         | 剛田隼人        | 畑智司            |

## 放送局
| 放送地域 | 放送局       | 放送期間                | 放送日時           | 放送区分       | 備考             |
| -------- | ------------ | ----------------------- | ------------------ | -------------- | ---------------- |
| 北海道   | テレビ北海道 | 2004年1月13日 - 3月30日 | 火曜 26:00 - 26:30 | テレビ東京系列 |                  |
| 日本全域 | AT-X         | 2004年1月20日 - 4月6日  | 火曜 10:00 - 10:30 | CS放送         | リピート放送あり |
| 滋賀県   | びわ湖放送   | 2004年1月25日 - 4月11日 | 日曜 25:30 - 26:00 | 独立UHF局      | 番組販売         |
| 岐阜県   | 岐阜放送     | 2004年2月1日 - 4月18日  | 日曜 22:54 - 23:24 | 独立UHF局      | 番組販売         |
| 千葉県   | ちばテレビ   | 2004年4月4日 - 6月27日  | 日曜 25:00 - 25:30 | 独立UHF局      |                  |
| 埼玉県   | テレ玉       | 2004年4月7日 - 6月30日  | 水曜 25:00 - 25:30 | 独立UHF局      | [ 2 ]            |

| テレビ北海道 火曜26:00 - 26:30枠 | テレビ北海道 火曜26:00 - 26:30枠 | テレビ北海道 火曜26:00 - 26:30枠 |
| 前番組                           | 番組名                           | 次番組                           |
| -------------------------------- | -------------------------------- | -------------------------------- |
| ALOHA STYLE                      | 北へ。～Diamond Dust Drops～     | 鉄人28号                         |

## 関連商品

### CD
北へ。〜Diamond Dust Drops〜 ORIGINAL SOUNDTRACK（2004年7月20日）

### 漫画
北へ。〜Diamond Dust Drops〜
ワニブックスのGUM COMICSより2005年3月25日発売。全1巻。ISBN 978-4847034985
トミイ大塚がストーリー作成とカット割まで行い、アニメ版作画監督の千葉道徳が作画を担当。原作ゲームともアニメ版とも異なるストーリー展開となっている。

## 関連番組
- 『Club AT-X』（AT-X）で、出演声優が登場するコーナー「DDDのお時間」が数回にわたり放送された。

### ユニットメンバー
1. ↑  石原絵理子、渡辺明乃、高橋裕子、能登麻美子、天瀬まゆ